# Kraví Hora
Kraví Hora är ett berg i Tjeckien.   Det ligger i regionen Södra Böhmen, i den södra delen av landet, 150 km söder om huvudstaden Prag. Toppen på Kraví Hora är 953 meter över havet, eller 135 meter över den omgivande terrängen. Bredden vid basen är 2,3 km.
Terrängen runt Kraví Hora är kuperad söderut, men norrut är den platt. Runt Kraví Hora är det ganska glesbefolkat, med 48 invånare per kvadratkilometer. Närmaste större samhälle är Trhové Sviny, 13,7 km norr om Kraví Hora. I omgivningarna runt Kraví Hora växer i huvudsak barrskog.